# جعفر العمدة (مسلسل)
جعفر العمدة هو مسلسل دراما مصري عرض على قناة دي إم سي في موسم رمضان 1444 هـ. وهو من تأليف وإخراج محمد سامي وبطولة محمد رمضان، زينة، هالة صدقي، إيمان العاصي، منة فضالي ومي كساب.

## قصة المسلسل
تدور أحداث المسلسل حول جعفر العمدة، الذي يمتلك عدة شركات للمقاولات، ويدخل في صراعات عدة مع منافسيه، وبالرغم من زواجه بثلاث نساء؛ إلا أنه يقرر الزواج من عايدة التي تنشأ بينها وبين جعفر العديد من المفارقات تضعهما على المحك.

## طاقم التمثيل
- محمد رمضان بدور جعفر العمدة
- زينة بدور عايدة
- منذر رياحنة بدور شوقي فتح الله
- أحمد داش بدور سيف
- هالة صدقي بدور الملكة وصيفة
- منة فضالي بدور نرجس
- مي كساب بدور ثريا
- إيمان العاصي بدور دلال فتح الله
- جوري بكر بدور وداد
- أحمد فهيم بدور سيد العمدة
- طارق النهري بدور حمادة فتح الله
- بيومي فؤاد بدور عاصم فودة
- حسني شتا بدور يوسف فتح الله
- عصام السقا بدور نعيم
- مجدي بدر بدور بلال شامة
- دعاء حكم بدور صباح

## وصلات خارجية
- جعفر العمدة على موقع IMDb (الإنجليزية)
- جعفر العمدة على موقع الدهليز
- جعفر العمدة على موقع قاعدة بيانات الأفلام العربية